# Односи Србије и НАТО пакта
Односи Србије и НАТО пакта су односи Републике Србије и НАТО пакта.
СР Србија је као република СФРЈ била део војно-политичког савеза са Грчком и Турскаом, Уговором о пријатељству и сарадњи, који је потписан 28. фебруара 1953. године у Анкари. Пакт је требало да служи као средство одвраћања Совјетског савеза од експанзије на Балкан и њиме је, поред осталог, била предвиђена сарадња генералштабова страна уговорница, у циљу доношења координираних одлука њихових влада по питањима одбране. У тренутку закључивања споразума, Турска и Грчка биле су чланице НАТО пакта.
Република Србија је децембра 2006. приступила НАТО програму Партнерство за мир (ПзМ). Србија је изабрала ову партнерску сарадњу као оптималан вид за остварење својих безбедносних циљева – унапређење одбрамбених способности уз задржавање војне неутралности. Програм ПзМ је за сваку земљу учесницу индивидуалан и специфичан. Политички оквир који окупља све државе чланице НАТО и учеснице програма Партнерство за мир је политичко-безбедносни форум Савет евроатлантског партнерства (енг. Euro-Atlantic Partnership Council - EAPC).
2014. године Влада Републике Србија потписала је кључни споразум са НАТО-ом (Status of Forces Agreement, СОФА) у Вашингтону. У име Владе Србије потписао је тадашњи министар одбране у влади Александра Вучића, Небојша Родић. Споразум СОФА је ратификован у јулу 2015. у Народној скупштини усвајањем одговарајућег закона.
Већ у јануару 2015. године Влада Србије потписала је ИПАП споразум, оперативни документ, који предвиђа широк спектар заједничких активности и продубљивање сарадње између Србије и НАТО на готово све сфере у којима је сарадња могућа. У септембру исте године потписан је споразум са НАТО за набавку и подршку (НСПО) о „сарадњи у области логистичке подршке” и тај споразум је ратификован у скупштини Србије 12. фебруара ове године. 
Односи Републике Србије и НАТО су у много чему специфични - резултат су и рефлексија историјских околности, догађаја из недавне прошлости и отворених актуелних питања. Позиција НАТО према питању Косова и Метохије, односно чињеница да је већина држава чланица Алијансе признала једнострано проглашлену независност Косова, као и учешће НАТО/КФОР у формирању нелегалних, тзв. Косовских безбедносних снага, оптерећује и неминовно се одражава на тренутни ниво односа Републике Србије и НАТО.
Упоредо са унапређивањем односа са релевантним структурама НАТО, Република Србија развија разноврсну билатералну сарадњу у политичко-безбедносној области са државама чланицама НАТО и Партнерства за мир. Ова сарадња чини важан сегмент укупних односа Републике Србије са НАТО. Тренутни ниво билатералне сарадње са појединим државама у значајној мери одређен је њиховим ставом према једнострано проглашеној независности Косова.
4 од 28 државе чланице нису признале једнострано проглашење независности Косова (Грчка, Румунија, Словачка и Шпанија).

## Шеф Мисије Републике Србије при НАТО у Бриселу
Крајем октобра 2008. године, Влада Републике Србије је донела Одлуку о отварању Мисије Републике Србије при НАТО, што је представљало важан корак у циљу јачања дипломатског и одбрамбено-војног присуства у седишту НАТО у Бриселу, за унапређење дијалога и развој сарадње у оквиру програма Партнерство за мир. Мисија Републике Србије при НАТО званично је отворена децембра 2009. године.
- Миомир Удовички, амбасадор од 2014.

Раније:
- Бранислав Милинковић, амбасадор од 2009. до 2012. (од 2004. био специјални изасланик шефа дипломатије)

## Шеф НАТО војне канцеларије за везу у Београду
- италијански бригадни генерал Антонело Месенио Занити, од 2021.
- италијански бригадни генерал Ћезаре Маринели од 2016. (седми шеф НАТО војне канцеларије за везу у Београду)
- италијански бригадни генерал Лучо Бата од 2014. до 2016.
- италијански бригадни генерал Орнело Барон до 2014.
- Лучо Бата од 2004. до 2007.

На основу закљученог споразума између Министарства одбране Републике Србије и НАТО 18. децембра 2006. године, у Београду је отворена НАТО војна канцеларија за везу (енг. NATO Military Liaison Office, MLO), у згради Министарства одбране. У линији субординације у НАТО, за функционисање Војне канцеларије у Београду одговорна је Команда здружених снага НАТО у Напуљу.
Од усклађивања првог Индивидуалног акционог плана партнерства (енг. IPAP) 2015, НАТО војна канцеларија за везу пружа растућу подршку НАТО-вим напорима у Србији у областима јавне дипломатије, политичког дијалога и војне реформе. У том циљу, канцеларија редовно комуницира с медијима и промовише партнерске активности с етаблираним организацијама у Србији.
Додатно, НАТО канцеларија за везу пружа подршку Влади Србије и академској заједници у припреми и реализацији кроз НАТО програм Наука за мир, а помаже и НАТО агенцији за подршку и набавке (енг. NSPA) у спровођењу актуелног Поверилачког фонда за безбедно уништење застареле муниције.

## Заједничке вежбе
У периоду од 2014. до 2022. године изведено је више заједничких војних вежби НАТО и Војске Србије. Након инвазије Русије на Украјину уведен је мораторијум на вежбе са страним војним партнерима. Ипак, већ 2023. године, од 16. до 30. јуна у бази „Југ“ у близини Бујановца одржана је мултинационална војна вежба „Платинасти вук", у којој су поред српских оружаних снага учествовале и партнерске земље, укључујући и Сједињене Америчке Државе и више земаља чланица НАТО савеза.

## Србија на самиту НАТО
Током јула 2024. министар спољних послова Србије Марко Ђурић, влади Милоша Вичевића, престављао је Србију на Самиту НАТО пакта у Вашингтону.  Поводом првог присуства преставника Србије на НАТО самиту, пренео је ''да Србија жели да има конструктивну улогу у регионалним и глобалним политикама, сходно својим малим капацитетима'''. Навео је да ''би потенцијална инвестиција у вредности од 1,7 милијарди долара у сектор соларне енергије у Србији помогла да Србија диверсификује своје енергетске изворе, пошто углавном у том пољу зависи од Русије''.